# Palau de la Cité

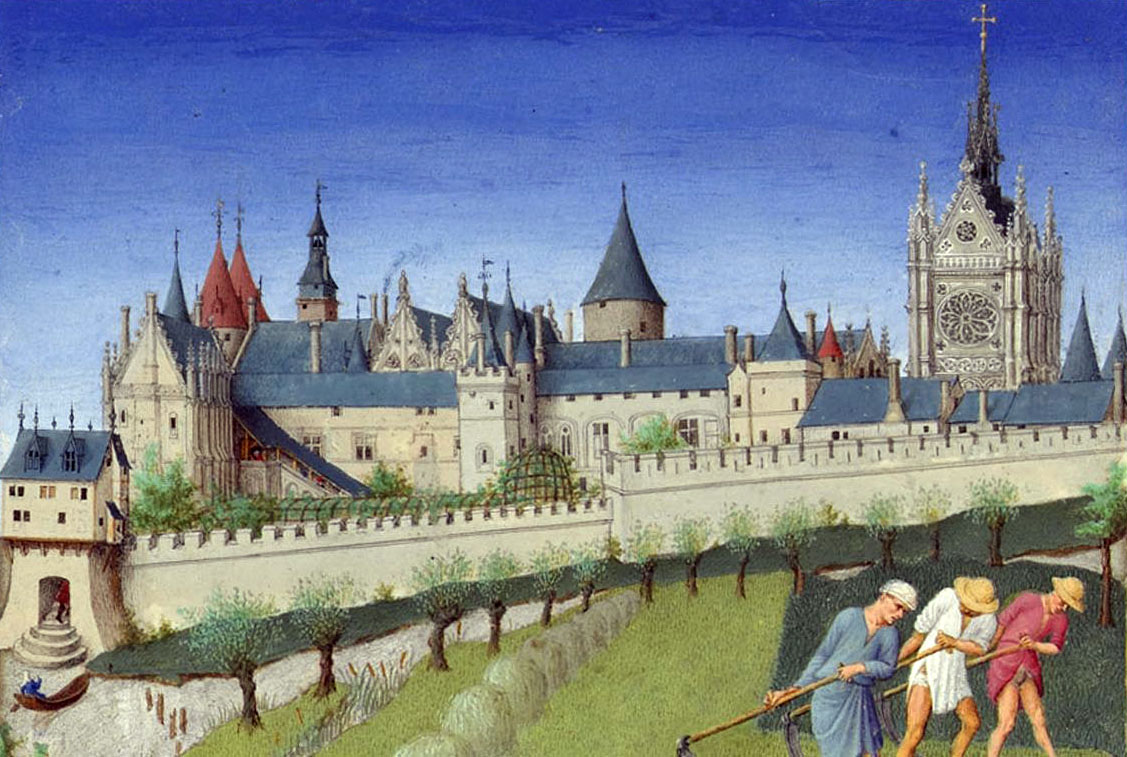
Il·lustració del llibre Très Riches Heures du Duc de Berry (s.): a la dreta la Santa Capella, al mig el castell reial amb la torre de l'homenatge sobresortint i la Gran Sala a l'esquerra.

El Palau de la Cité va ser la seu del poder dels reis de França entre el segle x i el xiv. Estava situat al sud d'una illa al riu Sena, Île de la Cité, a París. Ocupava el lloc d'un antic palau que havien fet construir els governadors romans, on va fer-hi estada Julià l'Apòstata i Valentinià I. Una part del palau fou convertida en presó d'estat el 1370, després que Carles V i els seus successors l'abandonessin com a residència. Fou destruït per un incendi al segle xviii; la Santa Capella de París, encara que reformada posteriorment, és un romanent d'aquell palau medieval; les altres parts del palau que es van salvar del foc van ser la presó o Conciergerie i els Tribunals de Justícia, però aquest darrer va ser reconstruït al segle xix en un estil arquitectònic diferent.

## Història

### Palau gal·loromà
Entre el 308 i el 336, els romans van emmurallar l'île de la Cité i a dins hi havia dos edificis importants: un palau, seu del govern, i una basílica. Dos emperadors romans, Julià l'Apòstata (hivern del 357-358) i Valentinià I (hivern del 365-366) van fer-hi estada. El palau ocupava una hectàrea, però la basílica era molt mes gran.

### Època merovíngia
Dagobert I hi va viure, encara que aquest i els altres reis de la dinastia Merovíngia tenien una cort itinerant, és a dir que no sempre van residir a París. Aquest rei va fer-hi instal·lar una seca; les monedes encunyades portaven la inscripció en llatí «palati moneta» i la imatge de sant Eloi.
 Al davant del palau va fer construir un convent de monges dedicat a sant Marçal.

### Època carolíngia
En l'època dels reis carolingis, el palau només va estar habitat pels reis esporàdicament i va passar a ser la residència dels comtes de París. En aquesta època l'illa on era el palau va ser assetjada pels vikings i la muralla va haver de ser restaurada per ordre de Odó I de França.

### Els primers Capet
Hug Capet hi establí la Curia Regis o Consell Reial. Segons el testimoni d'un monjo anomenat Helgaud, Robert el Pietós, fill de l'anterior va manar fer una remodelació a fons del palau i hi va afegir una capella dedicada a sant Nicolau, l'embrió de l'actual Santa Capella de París. Amb Lluís VI es van acabar les obres de la capella, després va fer enderrocar l'antiga torre de l'homenatge i en va fer construir una de nova que feia 11,7 m d'amplada amb murs de tres metres de gruix; aquesta torre va existir fins al 1776. El seu fill, Lluís VII va fer ampliar la zona residencial i va afegir un petit oratori, que més endavant seria la capella de l'actual Conciergerie. L'entrada al palau en aquesta època estava per la banda est i el primer que es trobava el visitant era el Pati de Maig, un pati interior amb una gran escala cerimonial. A l'extrem oest de l'illa es va fer un jardí i un hort.

### Felip August

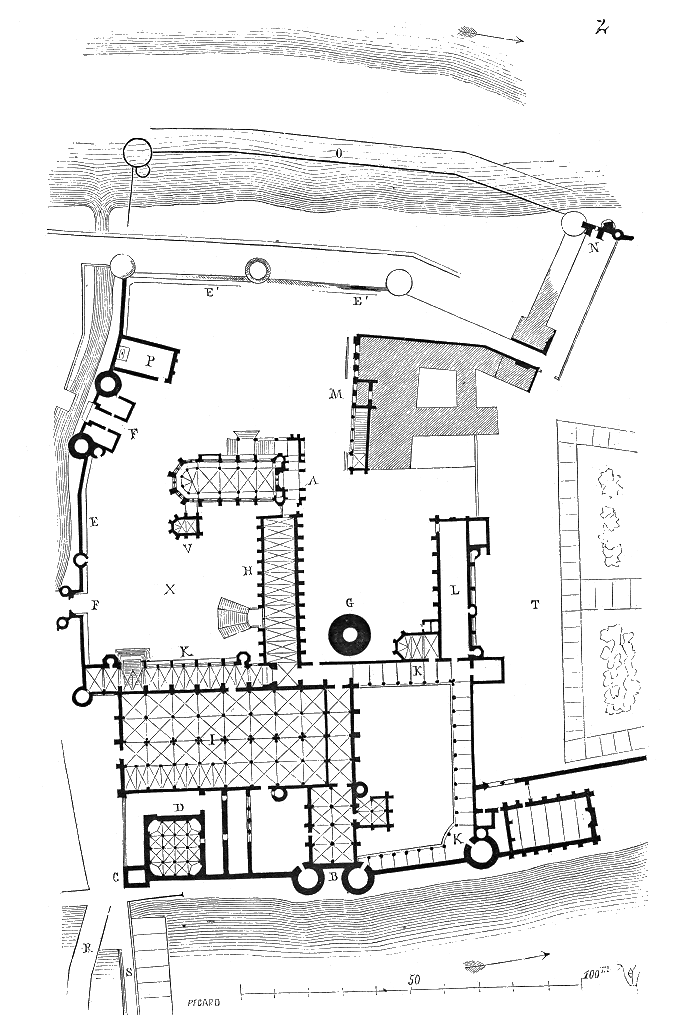
Plànol del palau amb els edificis adjacents: la Santa Capella i la Concergierie.

Felip II va modernitzar l'administració i va destinar una sala als arxius reials, una altra per la tresoreria i una altra per a reunions de la cort; això va situar París com a capital del regne. El 1147 va rebre en aquest palau al rei anglès Ricard Cor de Lleó. En aquesta època es va crear un nou funcionari, el concierge que seria responsable de dos tribunals de justícia: un per judicis de nobles i l'altre per a ciutadans. Les sales del palau destinades a aquests tribunals formarien després un edifici a banda. Felip August també es va preocupar de sanejar els terrenys que envoltaven el palau i, per evitar que s'enfanguessin amb la pluja, els va fer aplanar i pavimentar; van ser els primers carrers de París ben obrats.

### Lluís IX
Lluís IX va fer transformar la petita Santa Capella en una església més gran i molt bella, un lloc digne per conservar les relíquies que havia portat el 1238 de Terra Santa. També va ampliar la burocràcia creant el Parlement de París, organisme que tenia competències sobre qüestions relacionades amb els impostos. L'edifici es va ampliar a més, per fer les residències dels canonges que prenien decisions sobre temes religiosos, per a la qual cosa va fer enderrocar la muralla sud. Per altra banda, a la zona nord va fer construir una nova sala de cerimònies, l'anomenada Sala sobre l'aigua.

### Felip IV
En època de Felip IV es van expropiar, al nord del palau, terrenys que eren propietat dels comtes de Bretanya per fer ampliacions i es van crear la Chambre des Enquetes, on se supervisava l'administració pública; la Grand Chambre, un tribunal superior; i dues noves torres, la Torre Cèsar i la Torre de Plata, més una galeria que connectava amb la Torre Bombec. On estava l'antic Saló Reial va fer un de més gran i sumptuós que va fer anomenar Grand Salle, que tenia dues naus separades per columnes. Al voltant de les columnes adossades a les parets hi va fer posar estàtues dels reis de França. Al centre d'aquesta sala hi havia una gran taula de marbre negre. Es feia servir no només per celebrar banquets, també per cerimònies de juraments, recepcions d'alts càrrecs de l'exèrcit i audiència d'ambaixadors, fins i tot s'hi van fer representacions teatrals. Per sota de la Grand Salle hi havia la sala de la guàrdia i el menjador del personal al servei del rei, que en temps de Felip IV eren unes tres-centes persones, però si es compten les que estaven al servei de la reina i els seus fills, sumaven unes sis-centes. Les obres eren tan considerables que gairebé no van estar enllestides fins a la seva mort. Els seus successors també van fer modificacions: Joan II (1319-1364) va encarregar dues cuines noves, a diferents nivells en la zona nord-oest de la Grand Salle, i va afegir una torre quadrada. El fill d'aquest, Carles V (1338-1380) va fer instal·lar un rellotge a la torre.

### Palau de Justícia i presó
La Guerra dels Cent Anys entre França i Anglaterra va canviar la funció del palau. L'exèrcit anglès va prendre com a ostatge el rei Joan II. El 1358 el cap dels mercaders de París, Etienne Marcel, va provocar una revolta contra el poder reial, la seva gent va envair el palau i, en presència del fill del rei, el futur Carles V, va matar els consellers reials: Jean de Conflans i Robert de Clermont. La rebel·lió va acabar sufocada i Etienne Marcel fou executat, però quan Carles V va pujar al tron el 1364, ja no va voler estar en aquest palau. Va decidir traslladar la seva residència a un lloc més separat del centre de la ciutat i es va fer construir una mansió anomenada Hôtel Saint-Pol, en el barri del Marais, a prop de la fortalesa de la Bastilla; més endavant les residències reials serien els palaus del Louvre i de les Teuleries.
El palau de la Cité el van fer servir per a recepcions, però la principal funció va ser l'administrativa; el parlament que no era llavors un cos legislatiu sinó una assemblea dels nobles, s'hi va continuar reunint allà. Es va fer encarregat de l'edifici al Concierge i gradualment l'antic palau era esmentat amb el nom de Conciergerie o Palau de Justícia.
Des del segle xiv també es va fer servir com a presó, però els detinguts hi estaven poc temps, tan aviat com confessaven eren executats a la plaça de l'ajuntament (Place de Grève).

### Del Renaixement a la Revolució

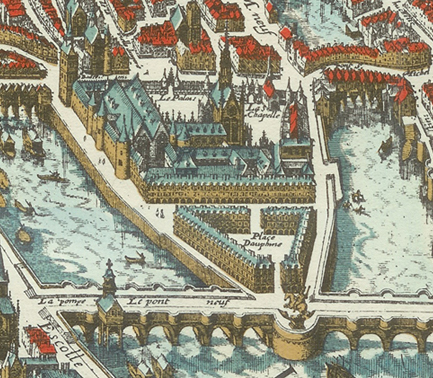
El palau al 1615 amb el Pont Neuf i la plaça Dauphiné acabats de construir.

Del segle xiv al xviii es van produir millores a la Santa Capella i també al palau, en el qual Lluís XII va afegir una escala monumental i va fer una nova sala per la tresoreria. El 1583 Enric III va posar un rellotge de sol a la torre i va engegar les obres d'un pont que enllacés amb les dues ribes del Sena, l'anomenat Pont Nou de París. El 1607, Enric IV va manar substituir el jardí per tres fileres de cases amb una plaça al mig, la plaça Dauphiné.
El 1618, un gran incendi va destruir la Grand Salle, la qual va ser reconstruïda per Salomon de Brosse el 1622. El 1630 un altre foc va afectar la torre de la Santa Capella i es va refer el 1671. Aquell mateix any, Lluís XIV, que anava curt de diners per altres projectes, va vendre els terrenys adjacents i aviat tota l'illa es va veure envoltada d'edificis.
L'hivern del 1689-1690, el Sena es va desbordar i va causar danys al palau. El 1737, un incendi va destruir el Tribunal de Comptes, la seva reconstrucció es va encomanar a l'arquitecte Jacques Gabriel; però encara va haver un altre incendi més greu que va afectar les sales reials i la torre principal, llavors es va decidir demolir aquesta part, pel que fa a les sales del tribunal de justícia es va reconstruir la façana i es van construir noves cel·les per a detinguts.

## Vestigis de l'antic palau
De l'antic palau en va quedar la Santa Capella, la presó o Conciergerie i el Tribunal de Justícia, aquest darrer va ser reconstruït entre el 1857 i el 1868, per tant només se'n poden trobar vestigis a la presó i a l'església.
De la Conciergerie es poden veure les quatre torres i algunes sales:
- La Salle des gens d'armes, damunt la qual estava la Grand Salle del palau.
- Torre del Rellotge (esq.), Torre Cèsar, Torre de la Plata i Torre Bonbec (dreta).
- La Salle des gardes, damunt la qual estava la Grand Chambre.